# Pancho y La Sonora Colorada
 (février 2022).
Pancho y La Sonora Colorada est un groupe de cumbia argentin, originaire de Santa Fe. Formé en 1991, il devient populaire dans les années 1990 avec des chansons telles que Cachete, pechito y ombligo, La Colita et Santander de Batunga. Le groupe se sépare en 2022 à la suite du décès de Francisco « Pancho » Serra.

## Biographie
Le groupe est formé des besoins économiques de ses membres, qui jouaient d'autres genres que la musique tropicale (folk rock). Francisco « Pancho » Serra est le chanteur du groupe. Il adapte son surnom d'enfance (Panchi) et ajoute « Sonora », qui était apparemment très à la mode au Mexique. C'est ainsi que Pancho au chant, Jupy Serra aux percussions, Carlos Serruya aux claviers, Caito Cabrera à la basse, Walter Chávez à la guitare et leurs quatre danseurs (dont la Brésilienne Perla Teixeira) formeront Pancho y La Sonora Colorada.
Ils commencent ensuite à faire des tournées dans leur province et à l'intérieur du pays, jusqu'au jour où un producteur de Sony Music viendra leur proposer de signer un contrat et de rentrer à Buenos Aires.
Avec Sony, ils enregistrent quelques albums qui ont eu du succès dans tout le pays, sauf à Buenos Aires, comme El Caballito et La Gallinita. Un jour, un cadre de la société les approche avec une chanson du Mexicain Carlos Muñiz Barradas, qu'il voyait comme un succès. La chanson s'appelait Cachete, pechito y ombligo. Pancho propose de changer le vers original et la chanson connaitra un succès commercial retentissant, devenant même disque d'or au Chili, au Pérou et en Colombie, et se vendant à plus de 300 000 exemplaires rien qu'en Argentine.
Parmi les chansons qui les ont rendus célèbres, outre le classique Cachete, pechito y ombligo, figurent La Colita, Santander de Batunga, La Gallinita, El Venao, El Chicle, Si me pones la mano et Agarra la onda Lupe, dont beaucoup ont moins de succès que le premier. Entre 1991 et 2021, ils comptent plus de 9 albums publiés dont notamment Pancho y La Sonora Colorada : La Gallinita, Pancho y La Sonora Colorada : El Matador, Todos a bailar con Pancho y La Sonora Colorada, Pancho y La Sonora Colorada - La Colita, Aguante La Sonora et Pancho y La Sonora Colorada - Un Clásico con los Clásicos. Ils sont également apparus dans plusieurs émissions télévisées d'animation avec des personnalités telles que Mirtha Legrand, Susana Giménez, Marcelo Tinelli, Carmen Barbieri, Adriana Salgueiro, Lucho Avilés, Juan Alberto Mateyko, Hernán Caire, Lorena Paola, Tormenta, entre autres.
En 2021, ils sont nommés aux Premios Gardel dans la catégorie « chanson de l'année/enregistrement de l'année » pour la chanson Vení con Pancho. Le 4 janvier 2022, le chanteur du groupe, Francisco « Pancho » Serra, décède après plusieurs mois de lutte contre la sclérose latérale amyotrophique, marquant ainsi la fin du groupe.